# 竺法兰
竺法兰（Dharmaratna，？—？），印度中部佛教僧人，通晓佛教教义，中国东汉汉明帝永平10年（67年）与迦叶摩腾二人随同蔡愔来到洛阳传教。竺法兰通晓汉语，翻译出了现存的第一部中文佛经《四十二章经》，先后住于白马寺和大法王寺，60余岁时在洛阳病逝。
梁慧皎《高僧傳》：「漢明帝夢一金人於殿廷，以占所夢，傅毅以佛對。帝遣郎中蔡愔前往天竺。愔等於彼遇見摩騰、竺法蘭二梵僧，乃要還漢地，譯《四十二章經》，二僧住處，今雒陽門白馬寺也。」